# Teddy Pilette
Théodore Jacques René „Teddy“ Pilette (* 26. Juli 1942 in Brüssel) ist ein ehemaliger belgischer Automobilrennfahrer. 1974 und 1977 war er für insgesamt vier Formel-1-Grand-Prix gemeldet, konnte sich jedoch nur einmal qualifizieren. 

## Karriere
Ebenso wie sein Vater André, der in den 1950er- und 1960er-Jahren zu neun Formel-1-Läufen startete, und sein Großonkel Théodore, der bei den Indianapolis 500 1913 den fünften Rang belegte, entschied sich Teddy Pilette für eine Motorsport-Karriere. Pilette besuchte die „Jim Russell Racing School“ in England, was ihm die Möglichkeit eröffnete in den Filmen Grand Prix und Le Mans Komparsenrollen als Rennfahrer zu übernehmen.
Von 1971 bis 1973 fuhr Pilette hubraumstarke Rennwagen der nordamerikanischen CanAm-Serie im europäischen Pendant Interserie.
1973 gewann Pilette die Europäische Formel-5000-Meisterschaft in einem Chevron B24, was er 1975 in einem Lola T400 wiederholte. Er nahm ebenfalls an der amerikanischen Formel 5000 teil, was ihm eine Teilnahme an den Indianapolis 500 im Jahr 1977 ermöglichte. Pilette verpasste die Qualifikation für das Rennen.
Seine erste, jedoch nur kurze Zwischenstation in der Formel 1 machte Pilette 1974 bei seinem Heim-Grand-Prix, dem Großen Preis von Belgien, in einem Brabham BT42. Er qualifizierte sich auf dem 27. Startplatz für das Rennen und beendete es auf Rang 17. Seinen zweiten Einsatz in der Formel 1 hatte Pilette 1977 für das inzwischen erfolglose Team B.R.M., wobei er die Qualifikation für das Rennen jedoch an allen drei Rennwochenenden verpasste. Er war der letzte Fahrer, der für den traditionsreichen britischen Rennstall an einem Rennwochenende antrat.
1978 gewann Pilette gemeinsam mit Gordon Spice das 24-Stunden-Rennen von Spa-Francorchamps, was den Höhepunkt seiner Motorsportkarriere darstellte.
Anfang der 1990er-Jahre war Pilette als Teammanager in der Formel Ford und Konstrukteur in der deutschen Formel 3 tätig.

## Statistik

### Statistik in der Automobil-Weltmeisterschaft
Diese Statistik umfasst alle Teilnahmen des Fahrers an der Automobil-Weltmeisterschaft, die heutzutage als Formel-1-Weltmeisterschaft bezeichnet wird.

#### Einzelergebnisse
| Jahr | Team                      | Wagen        | Motor       | 1   | 2   | 3   | 4   | 5      | 6   | 7   | 8   | 9   | 10  | 11      | 12  | 13      | 14      | 15  | 16  | 17  | WM  | Punkte |
| ---- | ------------------------- | ------------ | ----------- | --- | --- | --- | --- | ------ | --- | --- | --- | --- | --- | ------- | --- | ------- | ------- | --- | --- | --- | --- | ------ |
| 1974 | Motor Racing Developments | Brabham BT42 | Cosworth V8 | ARG | BRA | RSA | ESP | BEL 17 | MON | SWE | NED | FRA | GBR | GER     | AUT | ITA     | CAN     | USA |     |     | 45. | 0      |
| 1977 | Stanley B.R.M.            | BRM P207     | B.R.M. V12  | ARG | BRA | RSA | USW | ESP    | MON | BEL | SWE | FRA | GBR | GER DNQ | AUT | NED DNQ | ITA DNQ | USA | CAN | JPN | –   | 0      |

| Legende  | Legende            | Legende                                                          |
| Farbe    | Abkürzung          | Bedeutung                                                        |
| -------- | ------------------ | ---------------------------------------------------------------- |
| Gold     | –                  | Sieg                                                             |
| Silber   | –                  | 2. Platz                                                         |
| Bronze   | –                  | 3. Platz                                                         |
| Grün     | –                  | Platzierung in den Punkten                                       |
| Blau     | –                  | Klassifiziert außerhalb der Punkteränge                          |
| Violett  | DNF                | Rennen nicht beendet (did not finish)                            |
| Violett  | NC                 | nicht klassifiziert (not classified)                             |
| Rot      | DNQ                | nicht qualifiziert (did not qualify)                             |
| Rot      | DNPQ               | in Vorqualifikation gescheitert (did not pre-qualify)            |
| Schwarz  | DSQ                | disqualifiziert (disqualified)                                   |
| Weiß     | DNS                | nicht am Start (did not start)                                   |
| Weiß     | WD                 | zurückgezogen (withdrawn)                                        |
| Hellblau | PO                 | nur am Training teilgenommen (practiced only)                    |
| Hellblau | TD                 | Freitags-Testfahrer (test driver)                                |
| ohne     | DNP                | nicht am Training teilgenommen (did not practice)                |
| ohne     | INJ                | verletzt oder krank (injured)                                    |
| ohne     | EX                 | ausgeschlossen (excluded)                                        |
| ohne     | DNA                | nicht erschienen (did not arrive)                                |
| ohne     | C                  | Rennen abgesagt (cancelled)                                      |
| ohne     | keine WM-Teilnahme |                                                                  |
| sonstige | P/fett             | Pole-Position                                                    |
| sonstige | 1/2/3/4/5/6/7/8    | Punktplatzierung im Sprint-/Qualifikationsrennen                 |
| sonstige | SR/kursiv          | Schnellste Rennrunde                                             |
| sonstige | *                  | nicht im Ziel, aufgrund der zurückgelegten Distanz aber gewertet |
| sonstige | ()                 | Streichresultate                                                 |
| sonstige | unterstrichen      | Führender in der Gesamtwertung                                   |

### Le-Mans-Ergebnisse
| Jahr | Team                  | Fahrzeug           | Teamkollege         | Teamkollege        | Platzierung | Ausfallgrund    |
| ---- | --------------------- | ------------------ | ------------------- | ------------------ | ----------- | --------------- |
| 1968 | Racing Team VDS       | Alfa Romeo T33/2   | Rob Slotemaker      |                    | Ausfall     | Antriebswelle   |
| 1969 | Racing Team VDS       | Alfa Romeo T33/2.5 | Rob Slotemaker      |                    | Ausfall     | kein Öldruck    |
| 1970 | Racing Team VDS       | Lola T70 Mk.IIIB   | Gustave Gosselin    |                    | Ausfall     | Getriebeschaden |
| 1971 | Racing Team VDS       | Lola T70 Mk.IIIB   | Gustave Gosselin    |                    | Ausfall     | Zylinderschaden |
| 1972 | Ecurie Francorchamps  | Ferrari 365 GTB4   | Derek Bell          | Richard Bond       | Rang 8      |                 |
| 1975 | Ecurie Francorchamps  | Ferrari 365 GTB4   | Jean-Claude Andruet | Hughes de Fierlant | Rang 12     |                 |
| 1978 | Ecurie Francorchamps  | Ferrari 512 BB     | Jean Blaton         | Raymond Touroul    | Ausfall     | Getriebeschaden |
| 1987 | Dahm Cars Racing Team | Argo JM19          | Peter Fritsch       | Jean-Paul Libert   | Ausfall     | Motorschaden    |

### Sebring-Ergebnisse
| Jahr | Team         | Fahrzeug                   | Teamkollege     | Platzierung             | Ausfallgrund |
| ---- | ------------ | -------------------------- | --------------- | ----------------------- | ------------ |
| 1963 | Abarth Corse | Abarth-Simca 1300 Bialbero | Tommy Spychiger | Rang 21 und Klassensieg |              |

### Einzelergebnisse in der Sportwagen-Weltmeisterschaft
| Saison | Team                                     | Rennwagen                                               | 1   | 2   | 3   | 4   | 5   | 6   | 7   | 8   | 9   | 10  | 11  | 12  | 13  | 14  | 15  | 16  | 17  | 18  | 19  | 20  | 21  | 22  |
| ------ | ---------------------------------------- | ------------------------------------------------------- | --- | --- | --- | --- | --- | --- | --- | --- | --- | --- | --- | --- | --- | --- | --- | --- | --- | --- | --- | --- | --- | --- |
| 1963   | Abarth                                   | Abarth-Simca 1300 Bialbero Abarth 1300S Fiat-Abarth 850 | DAY | SEB | SEB | TAR | SPA | MAI | NÜR | CON | ROS | LEM | MON | WIS | TAV | FRE | CCE | RTT | OVI | NÜR | MON | MON | TDF | BRI |
| 1963   | Abarth                                   | Abarth-Simca 1300 Bialbero Abarth 1300S Fiat-Abarth 850 |     |     | 21  |     |     |     | DNF |     |     |     |     | DNF |     |     |     |     |     | 1   |     |     | DNF |     |
| 1964   | Andre Welcker                            | Lotus Elan                                              | DAY | SEB | TAR | MON | SPA | CON | NÜR | ROS | LEM | REI | FRE | CCE | RTT | SIM | NÜR | MON | TDF | BRI | BRI | PAR |     |     |
| 1964   | Andre Welcker                            | Lotus Elan                                              |     |     |     | 34  |     |     |     |     |     |     |     |     |     |     |     |     |     |     |     |     |     |     |
| 1967   | Racing Team VDS                          | Alfa Romeo TZ                                           | DAY | SEB | MON | SPA | TAR | NÜR | LEM | HOK | MUG | BRH | CCE | ZEL | OVI | NÜR |     |     |     |     |     |     |     |     |
| 1967   | Racing Team VDS                          | Alfa Romeo TZ                                           |     |     | DNF | 9   |     | 15  |     |     |     |     |     |     |     | 4   |     |     |     |     |     |     |     |     |
| 1968   | Racing Team VDS                          | Alfa Romeo T33                                          | DAY | SEB | BRH | MON | TAR | NÜR | SPA | WAT | ZEL | LEM |     |     |     |     |     |     |     |     |     |     |     |     |
| 1968   | Racing Team VDS                          | Alfa Romeo T33                                          |     |     |     | DNF | 5   | 29  | 12  |     | 4   | DNF |     |     |     |     |     |     |     |     |     |     |     |     |
| 1969   | Racing Team VDS                          | Alfa Romeo T33                                          | DAY | SEB | BRH | MON | TAR | SPA | NÜR | LEM | WAT | ZEL |     |     |     |     |     |     |     |     |     |     |     |     |
| 1969   | Racing Team VDS                          | Alfa Romeo T33                                          |     |     | 9   | 8   |     | 6   | DNF | DNF |     | DNF |     |     |     |     |     |     |     |     |     |     |     |     |
| 1970   | Racing Team VDS                          | Lola T70                                                | DAY | SEB | BRH | MON | TAR | SPA | NÜR | LEM | WAT | ZEL |     |     |     |     |     |     |     |     |     |     |     |     |
| 1970   | Racing Team VDS                          | Lola T70                                                |     |     |     | 16  |     | DNF |     | DNF |     |     |     |     |     |     |     |     |     |     |     |     |     |     |
| 1971   | Racing Team VDS                          | Lola T70                                                | BUA | DAY | SEB | BRH | MON | SPA | TAR | NÜR | LEM | ZEL | WAT |     |     |     |     |     |     |     |     |     |     |     |
| 1971   | Racing Team VDS                          | Lola T70                                                |     |     |     |     | 6   |     | DNF | DNF |     |     |     |     |     |     |     |     |     |     |     |     |     |     |
| 1972   | Ecurie Francorchamps                     | Ferrari 365 GTB/4                                       | BUA | DAY | SEB | BRH | MON | SPA | TAR | NÜR | LEM | ZEL | WAT |     |     |     |     |     |     |     |     |     |     |     |
| 1972   | Ecurie Francorchamps                     | Ferrari 365 GTB/4                                       |     |     |     |     | 8   |     |     |     |     |     |     |     |     |     |     |     |     |     |     |     |     |     |
| 1973   | Ecurie Francorchamps Hans-Peter Koepchen | Ferrari 365 GTB/4 BMW 2002Tii                           | DAY | VAL | DIJ | MON | SPA | TAR | NÜR | LEM | ZEL | WAT |     |     |     |     |     |     |     |     |     |     |     |     |
| 1973   | Ecurie Francorchamps Hans-Peter Koepchen | Ferrari 365 GTB/4 BMW 2002Tii                           |     |     |     |     | 12  |     | 17  |     |     |     |     |     |     |     |     |     |     |     |     |     |     |     |
| 1974   | Kremer Racing                            | Porsche Carrera RSR                                     | MON | SPA | NÜR | IMO | LEM | ZEL | WAT | LEC | BRH | KYA |     |     |     |     |     |     |     |     |     |     |     |     |
| 1974   | Kremer Racing                            | Porsche Carrera RSR                                     |     |     |     |     |     | 15  |     |     |     |     |     |     |     |     |     |     |     |     |     |     |     |     |
| 1975   | March                                    | March 75S                                               | DAY | MUG | DIJ | MON | SPA | PER | NÜR | ZEL | WAT |     |     |     |     |     |     |     |     |     |     |     |     |     |
| 1975   | March                                    | March 75S                                               |     | DNF |     |     |     |     |     |     |     |     |     |     |     |     |     |     |     |     |     |     |     |     |
| 1978   | Ecurie Francorchamps                     | Ferrari 512 BB                                          | DAY | SEB | MUG | TAL | DIJ | SIL | NÜR | LEM | MIS | DAY | WAT | VAL | ROD |     |     |     |     |     |     |     |     |     |
| 1978   | Ecurie Francorchamps                     | Ferrari 512 BB                                          |     |     |     |     | DNF |     |     |     |     |     |     |     |     |     |     |     |     |     |     |     |     |     |
| 1979   | Luigi Racing                             | Chevrolet Camaro                                        | DAY | SEB | MUG | TAL | DIJ | RIV | SIL | NÜR | LEM | PER | DAY | WAT | SPA | BRH | ROA | VAL | ELS |     |     |     |     |     |
| 1979   | Luigi Racing                             | Chevrolet Camaro                                        |     |     |     |     |     |     |     |     |     | DNF |     |     |     |     |     |     |     |     |     |     |     |     |
| 1980   | Michel De Deyne                          | Ford Capri                                              | DAY | BRH | SEB | MUG | MON | RIV | SIL | NÜR | LEM | DAY | WAT | SPA | MOS | ROA | VAL | DIJ |     |     |     |     |     |     |
| 1980   | Michel De Deyne                          | Ford Capri                                              |     |     |     |     |     |     |     |     | DNF |     |     |     |     |     |     |     |     |     |     |     |     |     |
| 1982   | Jürgen Lässig                            | Porsche 935                                             | MON | SIL | NÜR | LEM | SPA | MUG | FUJ | BRH |     |     |     |     |     |     |     |     |     |     |     |     |     |     |
| 1982   | Jürgen Lässig                            | Porsche 935                                             |     | 10  |     |     |     |     |     |     |     |     |     |     |     |     |     |     |     |     |     |     |     |     |
| 1987   | Dahm Cars                                | Argo JM19                                               | JAR | JER | MON | SIL | LEM | NÜN | BRH | NÜR | SPA | FUJ |     |     |     |     |     |     |     |     |     |     |     |     |
| 1987   | Dahm Cars                                | Argo JM19                                               |     | DNF |     |     |     |     |     |     |     |     |     |     |     |     |     |     |     |     |     |     |     |     |